# Île de la Petite Barrière
L’île de la Petite Barrière, en anglais : Little Barrier Island, en maori Hauturu, est une petite île volcanique de Nouvelle-Zélande située près d'Auckland, dans le golfe de Hauraki.

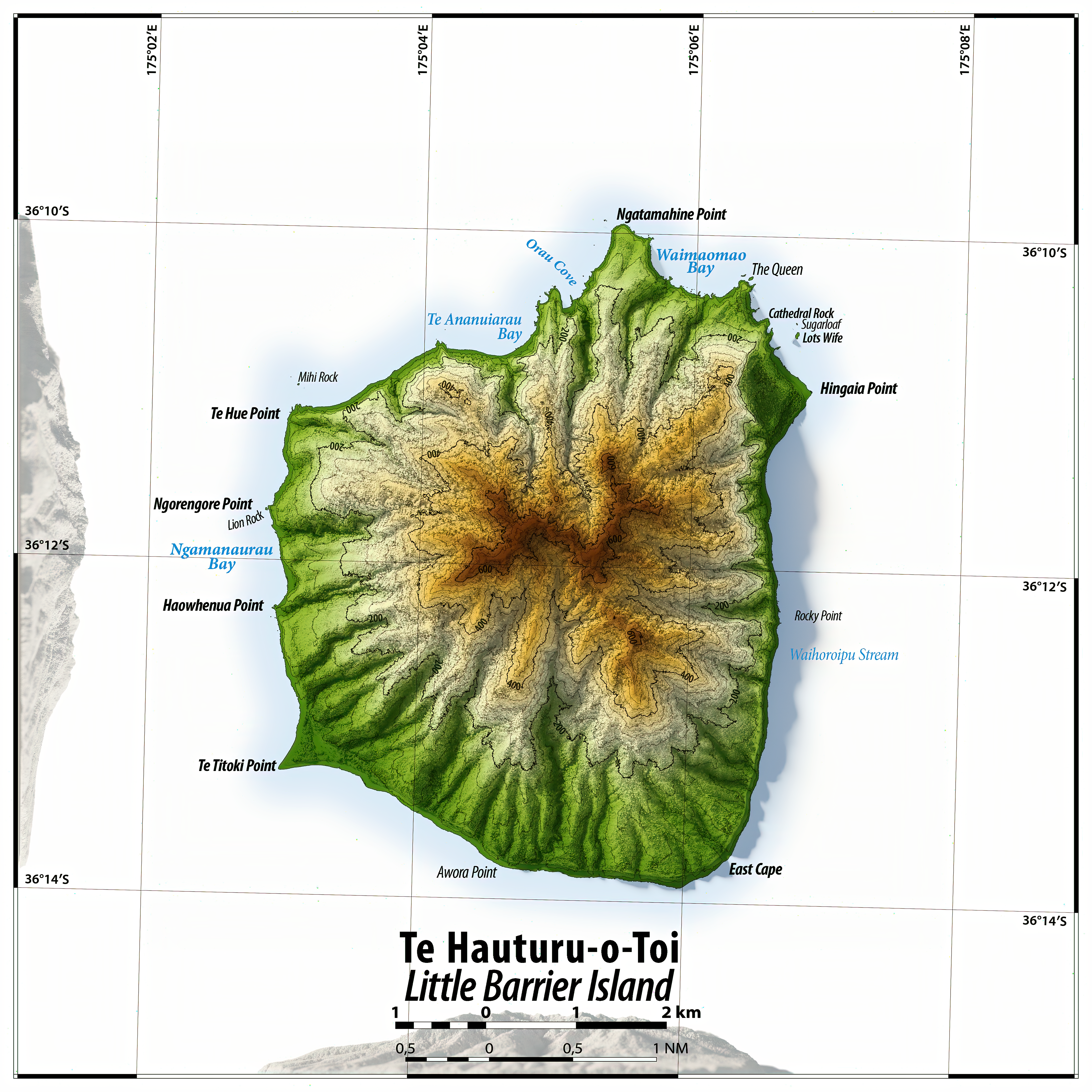
Carte topographique de Little Barrier Island

## Environnement
Dans les années 1970 et 1980, l'île de la Petite Barrière est choisie, avec l'île de Maud, l'île de la Morue et Manapour, comme lieu de réintroduction du kakapo, mais est finalement exclue du programme en 1989 en raison de son biotope jugé peu propice à la préservation de l'espèce.